# ジョージアの在外公館の一覧

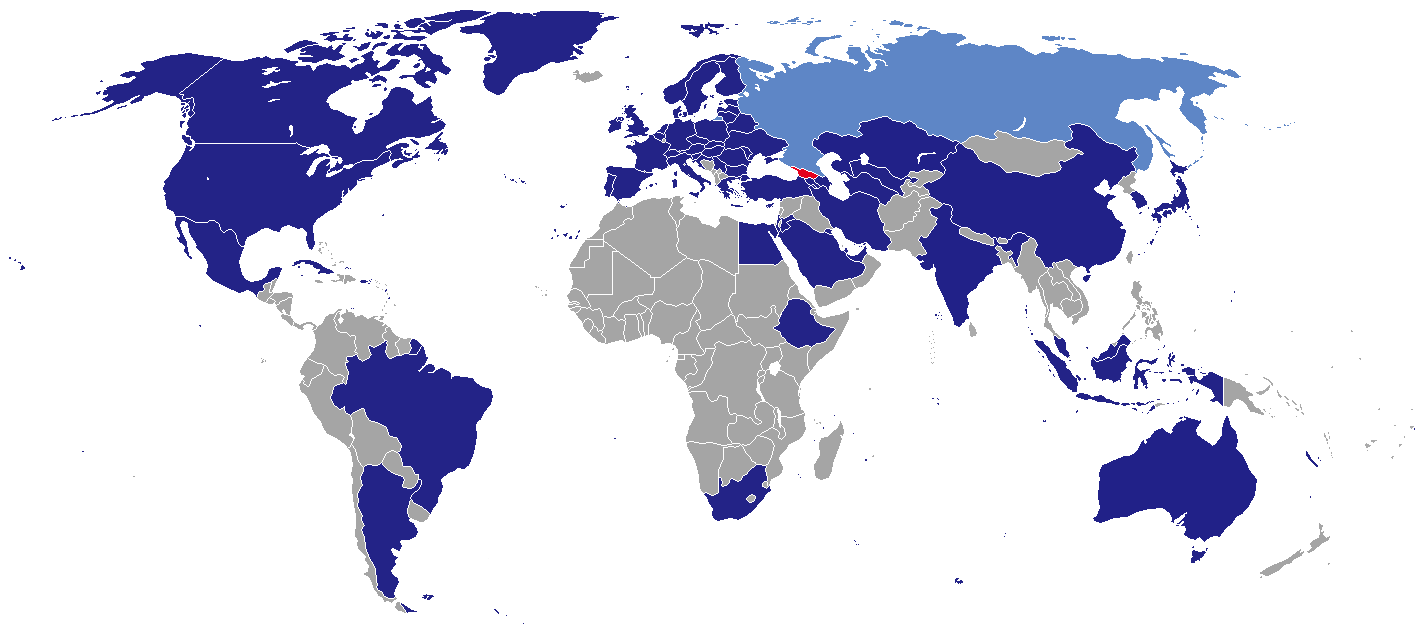
ジョージアの在外公館が設置されている国

ジョージアの在外公館の一覧（ジョージアのざいがいこうかんのいちらん）では、ジョージア（グルジア）が派遣している在外公館（外交使節団）を挙げる。

## アジア
- インド
  - 在インド大使館 (ニューデリー)
- インドネシア
  - 在インドネシア大使館 (ジャカルタ)
- ウズベキスタン
  - 在ウズベキスタン大使館 (タシケント)
- キルギス
  - 在カザフスタン大使館 (アスタナ)
- 韓国
  - 在大韓民国大使館 (ソウル)
- 中国
  - 在中華人民共和国大使館 (北京)
- トルクメニスタン
  - 在トルクメニスタン大使館 (アシガバート)
- 日本
  - 駐日ジョージア大使館 (東京)

## 中東
- イスラエル
  - 在イスラエル大使館 (テルアビブ)
- イラン
  - 在イラン大使館 (テヘラン)
- カタール
  - 在カタール大使館 (ドーハ)
- クウェート
  - 在クウェート大使館 (クウェート)
- トルコ
  - 在トルコ大使館 (アンカラ)
  - 在イスタンブール総領事館 (イスタンブール)
  - 在トラブゾン総領事館 (トラブゾン)
- ヨルダン
  - 在ヨルダン大使館 (アンマン)

## ヨーロッパ
- アゼルバイジャン
  - 在アゼルバイジャン大使館 (バクー)
- アルメニア
  - 在アルメニア大使館 (エレバン)
- アイルランド
  - 在アイルランド大使館 (ダブリン)
- イギリス
  - 在英国大使館 (ロンドン)
- イタリア
  - 在イタリア大使館 (ローマ)
- ウクライナ
  - 在ウクライナ大使館 (キエフ)
- エストニア
  - 在エストニア大使館 (タリン)
- オーストリア
  - 在オーストリア大使館 (ウィーン)
- オランダ
  - 在オランダ大使館 (ハーグ)
- キプロス
  - 在キプロス大使館 (ニコシア)
- ギリシャ
  - 在ギリシャ大使館 (アテネ)
  - 在テッサロニキ総領事館 (テッサロニキ)
- スイス
  - 在スイス大使館 (ベルン)
- スウェーデン
  - 在スウェーデン大使館 (ストックホルム)
- スペイン
  - 在スペイン大使館 (マドリード)
- スロバキア
  - 在スロバキア大使館 (ブラチスラバ)
- スロベニア
  - 在スロベニア大使館 (リュブリャナ)
- チェコ
  - 在チェコ共和国大使館 (プラハ)
- デンマーク
  - 在デンマーク大使館 (コペンハーゲン)
- ドイツ
  - 在ドイツ大使館 (ベルリン)
- ノルウェー
  - 在ノルウェー大使館 (オスロ)
- バチカン
  - 在バチカン市国大使館 (バチカン)
- ハンガリー
  - 在ハンガリー大使館 (ブダペスト)
- フィンランド
  - 在フィンランド大使館 (ヘルシンキ)
- フランス
  - 在フランス大使館 (パリ)
- ブルガリア
  - 在ブルガリア大使館 (ソフィア)
- ベラルーシ
  - 在ベラルーシ大使館 (ミンスク)
- ベルギー
  - 在ベルギー大使館 (ブリュッセル)
- ポーランド
  - 在ポーランド大使館 (ワルシャワ)
- ポルトガル
  - 在ポルトガル大使館 (リスボン)
- モルドバ
  - 在モルドバ大使館 (キシニョフ)
- ラトビア
  - 在ラトビア大使館 (リガ)
- リトアニア
  - 在リトアニア大使館 (ビリニュス)
- ルーマニア
  - 在ルーマニア大使館 (ブカレスト)
- ロシア
  - 在ロシア利益代表部 (モスクワ)

## 北米
- アメリカ合衆国
  - 在アメリカ合衆国大使館 (ワシントンD.C.)
  - 在ニューヨーク総領事館 (ニューヨーク)
- カナダ
  - 在カナダ大使館 (オタワ)
- メキシコ
  - 在メキシコ大使館 (メキシコシティ)

## 南米
- アルゼンチン
  - 在アルゼンチン大使館 (ブエノスアイレス)
- ブラジル
  - 在ブラジル大使館 (ブラジリア)

## アフリカ
- エジプト
  - 在エジプト大使館 (カイロ)
- エチオピア
  - 在エチオピア大使館 (アディスアベバ)
- 南アフリカ共和国
  - 在南アフリカ共和国大使館 (プレトリア)

## オセアニア
- オーストラリア
  - 在オーストラリア大使館 (キャンベラ)

## 国際機関代表部
- 国際連合代表部 (ジュネーヴ、ニューヨーク)
- 国際連合教育科学文化機関代表部 (パリ)
- 国際連合食糧農業機関代表部 (ローマ)
- 経済協力開発機構代表部 (パリ)
- 欧州連合代表部 (ブリュッセル)
- 欧州評議会代表部 (ストラスブール)
- 欧州安全保障協力機構代表部 (ウィーン)
- 北大西洋条約機構代表部 (ブリュッセル)